# Taki (Mie)
Taki (多気町 Taki-chō?) es un pueblo localizado en la prefectura de Mie, Japón. En junio de 2019 tenía una población de 14.302 habitantes y una densidad de población de 139 personas por km². Su área total es de 103,06 km².

## Geografía

### Localidades circundantes
- Prefectura de Mie
  - Matsusaka
  - Ōdai
  - Meiwa
  - Tamaki
  - Watarai

## Demografía
Según datos del censo japonés, la población de Taki ha disminuido en los últimos años.
| Año del censo | Población |
| ------------- | --------- |
| 1995          | 15.644    |
| 2000          | 16.149    |
| 2005          | 15.793    |
| 2010          | 15.438    |
| 2015          | 14.878    |